# 縁を結いて
「縁を結いて」（えにをゆいて）は、2011年4月6日にリリースされた堂本剛の4枚目のシングル。堂本剛関連のソロシングルとしては、通算9作目。

## 解説
- タイトル曲「縁を結いて」は、日本テレビ系列『スッキリ!!』2011年4月度エンディング・テーマ。
- 前作までのシングルは、しばらくノンタイアップでのリリースが多かったため、タイアップ付きのシングルは「The Rainbow Star」以来約5年ぶり。
- 前作から約1年7か月ぶりでのリリースであり、前作と同様堂本剛名義での楽曲である。
- この作品以降、レーベル名「SHAMANIPPON」での発売になっている。なお、規格品番のジャンルコードは変更されていない。
- シングルでは初の3種（初回限定盤2種・通常盤）での発売。初回限定版には、約8分の「縁を結いて」のMusic Clip（初回限定盤A）・約30分のドキュメント（初回限定盤B）のDVDが付属している。DVD付きのシングルも「The Rainbow Star」以来である。
- 通常版のみ、C/Wとして「時空」「赤いSinger」の2曲が収録されている。
- 初回プレス分に封入されるIDでの応募による抽選で、音楽制作現場への見学イベントが企画された。
- このシングルでKARAの「ジェットコースターラブ」に阻まれオリコン初登場1位を逃し、堂本剛名義での連続記録が途切れた。ただ、初動売上枚数は前作を上回っている。

## 収録曲

### 初回限定盤A
1. 縁を結いて
（作詞・作曲・編曲：堂本剛）
音源収録及びPV撮影は奈良県天川村に所在する天河大弁財天社にて行われた。
日本テレビ系『スッキリ!!』2011年4月度エンディングテーマ。

DVD.「縁を結いて」Music Clip

### 初回限定盤B
1. 縁を結いて

DVD.「縁を結いて」ドキュメント

### 通常盤
1. 縁を結いて
2. 時空
（作曲・編曲：堂本剛）
堂本が「平城遷都1300年祭」へ出展した曼荼羅「時空」をテーマに制作された楽曲。同曲は、本人が出演していた『24CH△NNEL』（テレビ朝日系）にて曼荼羅とともに披露されていた。
3. 赤いSinger
（作詞・作曲・編曲：堂本剛）
タイトル「赤いSinger」とは鼓動のこと。曲中には、堂本自身の鼓動が収録されている。

## 参加ミュージシャン
- 縁を結いて
  - 堂本剛: Programming
  - 十川ともじ: Programming, Acoustic Piano
  - 屋敷豪太: Drums
  - 吉田建: Bass
  - スティーヴ エトウ: Percussion
- 時空
  - 堂本剛: Programming, Guitar, Acoustic Piano, Electric Piano
  - 十川ともじ: Programming
  - 山岡広司:Programming
- 赤いSinger
  - 堂本剛: Programming
  - 十川ともじ: Programming, Acoustic Piano
  - 屋敷豪太: Drums
  - 吉田建: Bass
  - Everton Nelson: Violins
  - Patrick Kiernan: Violins
  - Steve Morris: Violins
  - Rita Manning: Violins
  - Bruce White: Viola
  - Kate Musker: Viola
  - Ian Burdge: Cello
  - Chris Worsey: Cello

## その他
本楽曲を堂本自身の監修によりアレンジしたものを、2012年3月20日より近畿日本鉄道（近鉄）が発車メロディとして採用したことがあった。
これは、奈良市出身の堂本が2008年から「奈良市観光特別大使」を務めている縁もあり採用されたものであり、近鉄がアーティスト楽曲を発車メロディに採用したのは初の事例であった。
近鉄奈良駅、橿原神宮前駅（一部ホーム）、京都駅、大阪上本町駅（地上ホーム）、大阪阿部野橋駅の各駅にて、一部（「しまかぜ」「青の交響曲」）を除く特急列車（いわゆる近鉄特急）の発車時に放送され、当初は約1年の予定であったが、最終的に2017年3月19日まで延長使用された。